# 안익훈
안익훈(安益勳, 1996년 2월 12일 ~ )은 KBO 리그 LG 트윈스의 외야수이다.

## LG 트윈스시절
타격은 부족하지만 넓은 수비와 빠른 발을 가지고 있어 기대를 모으며 입단하였다. 2015년 5월 5일 두산전에 출전하며 데뷔 첫 경기를 치렀고, 경기에서 1타수 무안타를 기록했다. 2016년에는 주로 대주자나 대수비로 출전했지만 크게 활약하지 못했다. 2016년 10월 24일 NC와의 플레이오프 3차전에서 나성범의 타구를 끝까지 따라가 잡아냈고, 팀이 끝내기 안타로 승리하는데 결정적인 기여를 했다.
2017년 시즌 초반에는 대수비, 대주자로 많이 출전했고, 후반기에는 주전 중견수로 출전했다.
2017년 시즌 후 군입대를 위해 상무 야구단에 지원할 예정이었으나 당시 감독이었던 류중일이 주전 중견수로 키우고 싶어해서 입대를 미뤘다. 2018년에는 주전 중견수로 시즌을 시작했으나 타격 부진으로 인해 당시 같은 팀이었던 이형종에게 주전 중견수 자리를 내주고 2군으로 내려갔다. 그 후 백업으로 경기에 간간히 출전했다.여담으로 신백현중학교의 우동엽 학생이 매우 좋아한다.

## 출신 학교
- 대전신흥초등학교
- 충남중학교
- 대전고등학교

## 통산 기록
| 연도 | 팀명  | 타율  | 경기 | 타수 | 득점 | 안타 | 2루타 | 3루타 | 홈런 | 루타 | 타점 | 도루 | 도실 | 볼넷 | 사구 | 삼진 | 병살 | 실책 |
| ---- | ----- | ----- | ---- | ---- | ---- | ---- | ----- | ----- | ---- | ---- | ---- | ---- | ---- | ---- | ---- | ---- | ---- | ---- |
| 2015 | LG    | 0.339 | 50   | 62   | 9    | 21   | 2     | 1     | 0    | 25   | 3    | 1    | 1    | 9    | 0    | 10   | 1    | 1    |
| 2016 | LG    | 0.267 | 68   | 45   | 13   | 12   | 0     | 1     | 0    | 14   | 4    | 1    | 1    | 6    | 0    | 9    | 0    | 2    |
| 2017 | LG    | 0.320 | 108  | 219  | 38   | 70   | 5     | 0     | 1    | 78   | 15   | 3    | 2    | 18   | 4    | 28   | 3    | 2    |
| 2018 | LG    | 0.220 | 62   | 123  | 13   | 27   | 4     | 0     | 0    | 31   | 10   | 0    | 1    | 8    | 1    | 12   | 4    | 0    |
| 통산 | 4시즌 | 0.290 | 288  | 449  | 73   | 130  | 11    | 2     | 1    | 148  | 32   | 5    | 5    | 41   | 5    | 59   | 8    | 5    |